# Paroare dominicain
Paroaria dominicana
Espèce
Statut de conservation UICN

 LC  : Préoccupation mineure
Le Paroare dominicain (Paroaria dominicana) est une espèce de passereaux de la famille des Thraupidae. Elle était auparavant placée dans la famille des Emberizidae.

## Description
Cet oiseau mesure 16,5 à 20 cm de longueur. Il ne présente qu'un faible dimorphisme sexuel : le mâle pouvant être légèrement plus grand que la femelle et présentant davantage de rouge au niveau de la gorge.
La tête et la gorge sont rouges, le dos grisâtre et noir, le ventre blanc, les ailes et la queue noires. Les yeux sont marron, le bec gris brun et les pattes marron foncé.

## Habitat
On le trouve dans un large éventail d'habitats ouverts ou semi-ouverts secs à semi-humides, notamment en brousse, dans les clairières de forêts, les jardins et les parcs.

## Répartition
Cet oiseau vit dans le nord-est du Brésil (en particulier la région de la Caatinga). Il a été introduit (vraisemblablement par le biais d'individus échappés de leur cage) à Rio de Janeiro et São Paulo où il est localement commun même dans les zones urbaines.